# Alloecella longispina
Alloecella longispina är en nattsländeart som beskrevs av Jacquemart 1965. Alloecella longispina ingår i släktet Alloecella och familjen Helicophidae. Inga underarter finns listade i Catalogue of Life.